# Monte Caseros Aerodrome
Monte Caseros Aerodrome är en flygplats i Argentina. Den ligger i den nordöstra delen av landet, 500 km norr om huvudstaden Buenos Aires. Monte Caseros Aerodrome ligger 53 meter över havet.
Terrängen runt Monte Caseros Aerodrome är platt. Närmaste större samhälle är Monte Caseros, 2,1 km norr om Monte Caseros Aerodrome.
Trakten runt Monte Caseros Aerodrome består i huvudsak av gräsmarker. Runt Monte Caseros Aerodrome är det mycket glesbefolkat, med 7 invånare per kvadratkilometer.